# Shinobius
Shinobius is een monotypisch geslacht van spinnen uit de  familie van de Trechaleidae.

## Soort
- Shinobius orientalis Yaginuma, 1967